# Usnea
Die Gattung Usnea umfasst Flechten, die meist von Bäumen herabhängend  wachsen. Vertreter der Gattung werden auch als Bartflechten oder Baumbart bezeichnet.

## Merkmale
Bartflechten sind busch- bis bartförmige Strauchflechten bzw. Baumflechten mit runden, fädigen Ästen; sie sind grau bis gelbgrünlich. Die Lager werden meist fünf bis zehn Zentimeter lang und sind nur an einer Stelle angewachsen. In Gebirgslagen mit sauberer Luft können sie jedoch wesentlich größere Längen erreichen; in Gebieten mit höherer Luftverschmutzung bleiben sie kürzer. An den Fäden befinden sich oft halbkugelige bis stiftförmige Auswüchse. Sie können sorediös aufbrechen oder Isidien tragen. Zieht man an den Strängen, reißen zunächst nur Rinde und Mark auf, so dass der zentrale weiße Markstrang freigelegt wird. Apothecien sind bei manchen Arten sehr selten, können aber bei einigen bei guter Entwicklung regelmäßig vorhanden sein.

## Arten (Auswahl)

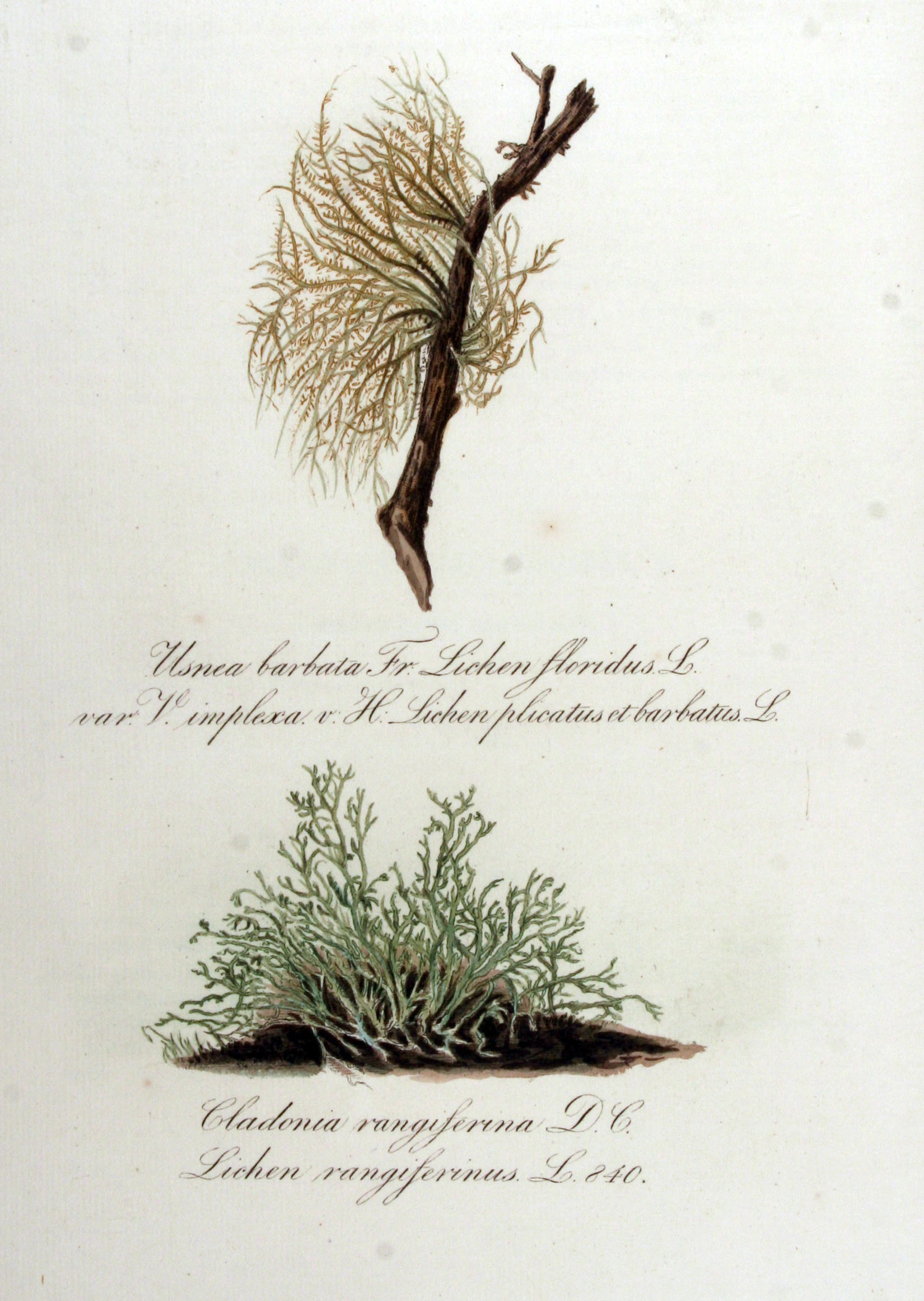
Usnea barbata

- Gewöhnlicher Baumbart (Usnea filipendula)
- Grubige Bartflechte (Usnea hirta)
- Usnea barbata
- Scheiben-Bartflechte (Usnea florida)
- Usnea longissima
- Usnea dasypoga.

## Ökologie
Bartflechten wachsen an Nadel- und Laubbäumen mit saurer Borke. Sie bevorzugen niederschlagsreiche Lagen und Kaltluftgebiete. Einige Arten kommen auch in der Antarktis vor, z.b. Usnea sphacelata und Usnea aurantiaco-atra.

## Besonderheiten
In einigen Arten (wie Usnea barbata, deren antibiotische Wirkung auch durch den Chirurgen Mikulicz genutzt wurde) wurde das Antibiotikum Usninsäure entdeckt, das inzwischen synthetisch hergestellt wird. Im Hochland Südamerikas wird eine gesteinsbewohnende Art als Tee gegen Husten genutzt.
Usnea florida kann beim Monitoring lokaler Klimaveränderungen mittels Flechtenkartierung Anwendung finden.

## Ähnliche Gattungen
Unter den Strauchflechten sind die Bartflechten durch ihre fädigen (nicht bandartigen), grünlichen Lager gekennzeichnet. Die Gattung Bryoria besitzt braune bis graue Fäden; außerdem fehlt der weiße Zentralstrang.

## Sonstiges
- Der Name Usnea, der bereits in der mittelalterlichen Heilkunde[6] verwendet wurde, gab auch, wegen der Ähnlichkeit im Wuchs, dem  Spanischen Moos (Tillandsia usneoides) (englisch Spanish Moss) den botanischen Namen (usneoides „usnea-ähnlich“). Diese Art bildet ebenfalls „Baumbärte“, gehört jedoch zu den Bromeliengewächsen.
- In der Volksbotanik wird zwischen Bartflechten und Cetraria-Arten häufig nicht weiter unterschieden.[7]
- Der Usnea Plug, ein vulkanischer Hügel auf King George Island im Archipel der Südlichen Shetlandinseln, verdankt der Flechtengattung seinen Namen.